# چاپ دیجیتال

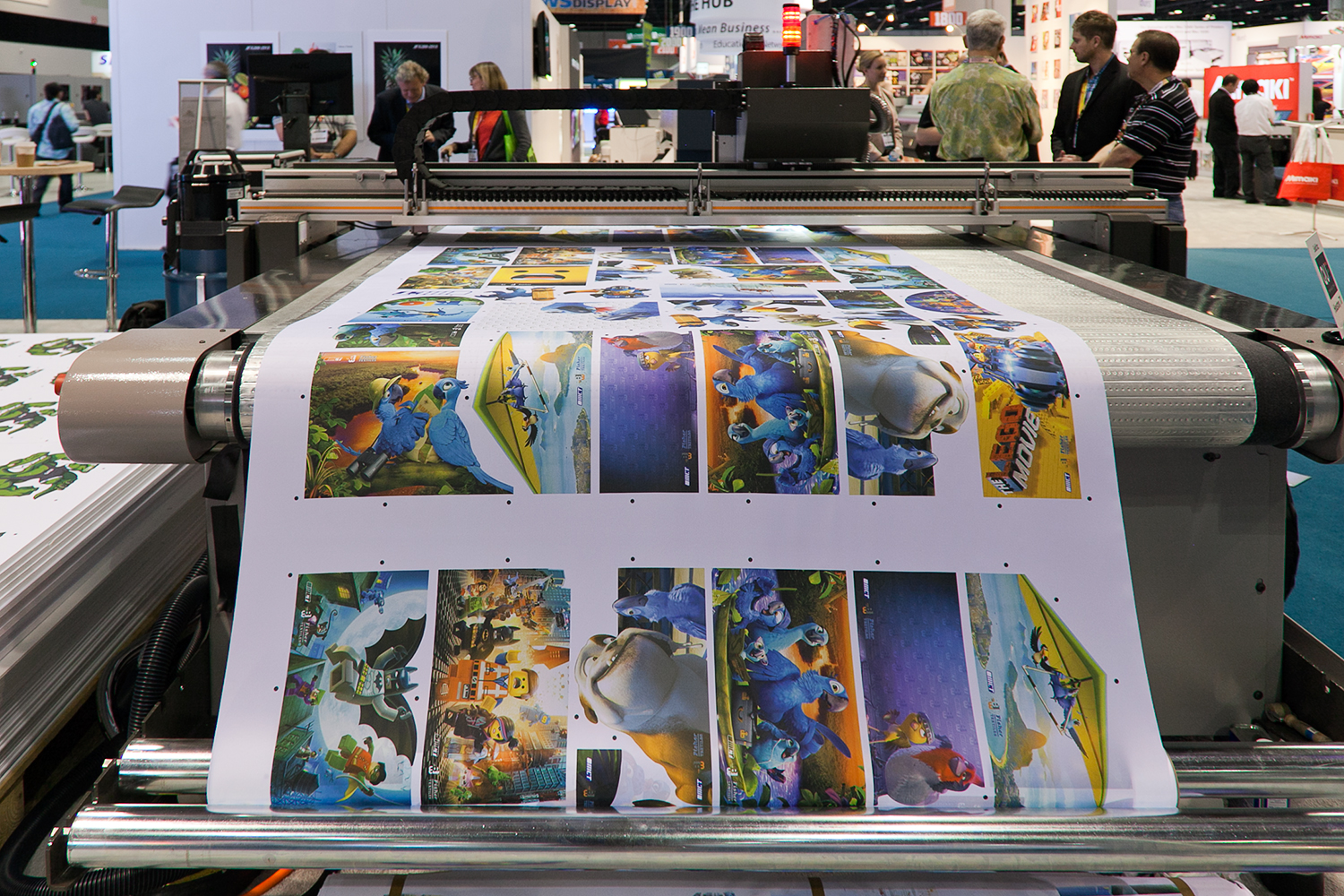
چاپ دیجیتال

چاپ دیجیتال یکی از روش‌های تبدیل تصاویر دیجیتال به محصولات چاپی است. این روش معمولاً شامل چاپ حرفه‌ای در تیراژهای کم‌تعداد توسط نشر رومیزی و دیگر منابع دیجیتال است که به وسیلهٔ چاپگرهای لارج فرمت و/یا چاپگرهای لیزری و جوهرافشان حرفه‌ای انجام می‌شود. چاپ دیجیتال دارای هزینه بیشتری برای چاپ هر صفحه در مقایسه با روش‌های سنتی مثل چاپ افست است ولی این قیمت بالاتر معمولاً با صرفه جویی در هزینه‌های دیگری که در تهیه پلیت‌های چاپ انجام می‌شوند برای تیراژهای کم‌تعداد جبران می‌شود. این روش امکان چاپ بلافاصله پس از تقاضا در تیراژ محدود را فراهم می‌آورد و امکان تغییر تصاویر و محتویات صفحه (اطلاعات متغیر) در هر برگ چاپی را در اختیار می‌گذارد.
صرفه جویی در نیروی انسانی و توان رو به گسترش ماشین‌های چاپ دیجیتال در بالا بردن کیفیت، پایین آمدن هزینه تمام شده هر برگ چاپی و بالا رفتن تیراژ به این معناست که چاپ دیجیتال در حال رسیدن به نقطه رقابت با چاپ افست و حتی پیشی گرفتن از آن است.

در حال حاضر منظور از چاپ دیجیتال در بازار چاپ، عمدتاً چاپ تونری با استفاده از انواع چاپگرهای لیزری حرفه‌ای بر روی انواع کاغذ است.

## فرایند
تفاوت اصلی بین چاپ دیجیتال و روش‌های سنتی چاپ مثل لیتوگرافی و چاپ افست، فلکسوگرافی، گراور، یا لترپرس در استفاده نکردن از پلیتهای چاپ است که در نتیجه مراحل آماده‌سازی پیش از چاپ سریع تر و ارزان‌تر هستند. مرسوم‌ترین روش‌ها شامل چاپگرهای جوهرافشان و لیزری هستند که پیگمنت یا تونر را بر روی زمینه‌های متنوعی همچون کاغذ، کاغذ عکاسی، کانواس یا بوم، چوب، فوم، شیشه، سنگ و … می‌نشانند.
در بیشتر فرایندهای چاپ دیجیتال جوهر یا تونر همچون روش‌های سنتی در داخل کاغذ نفوذ نمی‌کنند بلکه لایه نازکی بر روی سطح تشکیل می‌دهند و در برخی سیستم‌ها ممکن است برای تثبیت آن‌ها بر روی زمینه از مواد اضافی و پوششی که توسط فرایندهای حرارتی یا تابش یووی افزوده می‌شوند نیز استفاده گردد.

### انواع چاپگرهای دیجیتال
- چاپگر جوهرافشان
- چاپگر لیزری
- چاپگر حرارتی
- چاپگر تصعید رنگ
- چاپگر الکتروفتوگرافی

### تفاوتهای اساسی
چاپ دیجیتال با سایر روش‌های چاپ مثل چاپ افست یا لتر پرس دارای تفاوت اساسی است. برخی از این تفاوت‌ها به شرح زیر است:
- به دلیل حذف مراحل پیش از چاپ شامل لیتوگرافی، فرایند چاپ دیجیتال کوتاه‌تر است
- در چاپ دیجیتال هزینه چاپ به تعداد نسخه‌های چاپی ارتباطی ندارد و برای هر برگ چاپ شده مقدار ثابتی است
- در این روش میزان مواد باطله شامل کاغذ و مواد شیمیایی کمتر است چون نیازی به رسیدن به رنگ یا تنظیمات حین چاپ وجود ندارد
- چاپ دیجیتال در هر دور چاپ می‌تواند تصویر و متن متفاوتی را چاپ کند چون در این روش از پلیت استفاده نمی‌شود
- چاپ دیجیتال سیاه و سفید هزینهٔ بالایی ندارد.

## آینده چاپ دیجیتال در برابر افست
از دهه ۱۹۷۰ داده‌های گوناگونی دربارهٔ پست معاملاتی و مستقیم جمع‌آوری شده‌است. از زمانی که دستگا ه‌های چاپ رنگی وارد بازار شد، محر کهای اولیه آن، پایین بودن هزینه، چاپ کوتاه مدت و زمان لازم برای نصب و را ه اندازی بود. با افزایش تعداد کمپانی‌هایی که از این تکنولوژی استفاده می‌کردند، درخواست‌ها و مدل‌های تجاری جدیدی برای چاپ بر اساس تقاضا، سفارش‌های مقطعی و نیز علایم چاپی جوهرافشان، فناوری دیجیتال جایگزین آنالوگ شد. به علاوه بازارهای جدیدی نیز در حال شکل‌گیری است – از جمله کتاب‌های عکس و محصولات عکاسی – که در آن چاپ دیجیتال با سیستم سفارشات آنلاین پیوند خورده و زمینه‌های شکلگیری یک بازار چندین میلیارد دلاری را به وجود آورده‌است. اسمیترز پیرا بر اساس مطالعه بازارهای جدید، سه عامل کلیدی زیر را که تعیین‌کننده آینده این دو روش چاپ هستند را بیان می‌کند.
امروزه چاپ دیجیتال برای چاپ سفارشات کم تیراژ ایده‌آل است. برخلاف اغلب روش‌های چاپی نیازی به استفاده از فیلم و کپی کردن پلیت ندارد، به جای آن با استفاده یک فایل پی دی اف یا فایل‌های متناسب دیگر تصویر به صورت دیجیتال بر روی سیلندر چاپ منتقل می‌شود با کنار رفتن پلیت در چاپ، هزینه‌های تولید کاهش می یابد، هر چند که قیمت تمام شدخ یک فرم چاپ شده آن به دلیل استفاده از تونرهای مخصوص در مقایسه با افست گران تر است اما امروزه در تعدادی ماشین‌های [چاپ دیجیتال] استفاده از مرکب چاپ به جای تونر آغاز شده‌است، از آن جایی که نیازی به استفاده از پلیت وجود نارد. امکان انجام تغییرات مختلف مثل نام و آدرس گیرنده در هر یک از صفحات چاپ شده وجود دارد. این چاپ را می‌توان با پودر مشکی یا رنگی انجام داد.
خوب می‌شود حدس زد، شما افست می‌خواهید! و البته هیچ اشکالی ندارد که این‌گونه باشد. دلیل اینکه پیش‌بینی می‌شود افست و دیجیتال برای مدت‌های مدیدی با یکدیگر هم زیستی مسالمت‌آمیز داشته باشند نیز همین است. نکته در اینجاست که کیفیت افست بستگی به عوامل زیادی دارد – بدون نقص عمل کردن در عملیات پیچیده پیش از چاپ، سلامت و دقت ماشین چاپ، روی هم خوردن رنگ‌ها (Registration)، دقت اپراتور، میزان حرارت محیط و رطوبت کاغذ، نمونه‌گیری دقیق!، شسته بودن کامل ماشین، استفاده از مرکب استاندارد، وجود زبان مشترک بین طراحی، لیتوگرافی و چاپخانه) مدیریت رنگ و گردش کار هوشمند (و… – برای همین است که چاپ نفیس در افست یک هنر به‌شمار می‌رود و کار هر کسی نیست. بسیاری از چاپچی‌های کارکشته، نمونه‌ای از کارهای خوب خود را همیشه در دفتر کار خود نگه می‌دارند، به دیگران نشان می‌دهند و به آن افتخار می‌کنند

## کاربردهای چاپ دیجیتال

### چاپ در تیراژ محدود
در چاپ دیجیتال به دلیل حذف پلیت و چاپ مستقیم از کامپیوتر روی کاغذ و امکان کالیبراسیون دستگاه امکان چاپ در تیراژ محدود حتی یک نسخه با هزینه پایین وجود دارد به همین دلیل این روش چاپ دیجیتال برای مصارفی مثل تهیه نمونه یا چاپ محصولات کم‌تعداد و سریع کاربرد زیادی دارد. یک چاپگر دیجیتال برای چاپ میلیون‌ها برگ ساخته نشده‌است، بلکه باید بتواند در طول مدت زمان عمر خود نهایتاً هزاران برگ چاپ کند- که البته این کار را خیلی خوب انجام می‌دهد - بنابراین با توجه به هزینهٔ تمام‌شده و سرعت کار، چاپ دیجیتال برای چاپ در تیراژ محدود عملیاتی و مقرون به‌صرفه است. البته از سال ۲۰۱۰ فناوری‌های نوین در چاپ دیجیتال به کار گرفته شد که با استفاده از تکنولوژی نانو در جوهر و همچنین تغییر سیستم پاشش جوهر، چاپگرهای دیجیتال جوهرافشان توانستند بسیاری از محدودیت‌ها را در زمینهٔ سرعت و هزینه تولید کنار بزنند یکی از نمونه چاپخانه های موجود.https://pyx.ir/ میباشد که در این صنعت در ایران فعالیت دارد .

### چاپ شخصی شده
در چاپ دیجیتال با توجه به وجود امکان چاپ در تیراژ محدود شما می‌توانید هر نسخه از محصول چاپی خود را متفاوت با نسخه قبلی چاپ کنید. به عنوان مثال شما می‌توانید کارت تبریک‌های شخصی شده با تصاویر مختلف یا کارت پرسنلی با طرح‌های مختلف را در هر دور چاپ کنید. همچنین این قابلیت به شما امکان چاپ اطلاعات متغیر را می‌دهد. یعنی می‌توانید در هر نسخه چاپی خود اطلاعات متغیری را چاپ کنید این اطلاعات می‌تواند شماره سریال یا نام گیرنده یا تصویر هر فرد باشد.
لیبل چیست؟
هر محصولی که خریداری می‌کنید معمولاً دارای برچسبی است که روی آن اطلاعات مهمی مانند نحوه استفاده، مشخصات مواد تشکیل‌دهنده و اطلاعات تغذیه‌ای درج شده است. گاهی اوقات چاپ لیبل تعداد کم تنها برای جلب‌توجه مشتری با طراحی خاص انجام می‌شود. چاپ لیبل یا برچسب تولید برچسب‌های سفارشی با استفاده از روش‌های مختلفی از جمله چاپ دیجیتال، فلکسوگرافی و چاپ گسترده است.

### انواع لیبل
لیبل‌ها انواع زیادی دارند که بهتر است بشناسید. طراحی یک لیبل خاص با رنگ‌های جذاب که بتواند برای مشتریان جلب توجه انجام دهد به نوعی برای کسب و کارها سرمایه‌گذاری است؛ زیرا سبب افزایش فروش می‌شود.
برچسب‌های کاغذی یا Paper Label
برچسب‌های کاغذی به انواع مختلفی از جمله گلاسه، نیمه گلاسه و مات تقسیم می‌شوند. این برچسب‌ها در رنگ‌های متنوعی از جمله آبی، قرمز و بنفش در دسترس هستند و می‌توانید آن‌ها را به هر رنگ دلخواه چاپ کنید. چاپ لیبل کاغذی به طور عمده در صنعت نساجی مورد استفاده قرار می‌گیرند. این نوع برچسب‌ها از قیمت مناسبی برخوردارند و دارای سطح براق و مقاوم هستند.
نوع دیگری از چاپ لیبل کاغذی استفاده از کاغذ تحریر برای چاپ لیبل پشت چسب دار است که در آن چاپ به صورت دیجیتال انجام شده و با استفاده از دستگاه برش دیجیتالی میماکی برش می‌خورد. این روش امکان تولید برچسب‌های اختصاصی با برش‌های دقیق را دارد. این نوع برچسب‌ها معمولاً برای استفاده روی جعبه‌های بسته‌بندی، فلزات و پاکت‌ها مناسب هستند. قیمت چاپ لیبل پشت چسب دار مشخص نیست و برای اطلاع از آن باید با چاپخانه تماس بگیرید.
برچسب‌های متال یا Metal Label
برچسب‌های متال از آلیاژهای فلزی ساخته شده‌اند که دارای مقاومت بالایی در برابر کشش و دما هستند. این برچسب‌ها توانایی حفظ ویژگی‌های چسبندگی خود را در دماهای بین منفی ۴۰ درجه سانتی‌گراد تا مثبت ۲۲۰ درجه سانتی‌گراد دارند. این نوع برچسب‌ها بیشتر در لوازم خانگی و موتورهای الکتریکی برای شناسایی محصولات استفاده می‌شوند. آن‌ها ضد خط و خش هستند و با استفاده از ریبون خاص کیفیت چاپ بسیار بالایی دارند. همچنین در برابر مواد شوینده حتی شوینده‌های قوی مقاوم‌ هستند و معمولاً رنگ نقره‌ای دارند. برای چاپ  لیبل تهران که از جنس متال باشد باید از ریبون رزین استفاده کنید.
برچسب‌های امنیتی یا Security Label
برچسب‌های امنیتی که به نام برچسب‌های گچی یا کاغذ پشت چسب‌دار خردشونده نیز شناخته می‌شوند به طور خاص برای حفاظت از اموال و مقاصد امنیتی طراحی شده‌اند. این برچسب‌ها قادر به مقاومت در برابر انواع حلال‌ها و عوامل طبیعی هستند و به‌راحتی از بین نمی‌روند و به همین دلیل به آن‌ها برچسب‌های خردشونده گفته می‌شود. این نوع برچسب‌ها معمولاً برای ضمانت محصولات استفاده می‌شوند؛ اما می‌توانید از آن‌ها برای برچسب‌گذاری سایر محصولات نیز استفاده کنید.
برچسب‌های وید یا Void Label
برچسب‌های وید دارای مقاومت بالا در برابر حرارت تا دمای ۸۰ درجه سانتی‌گراد هستند. این برچسب‌ها به دو نوع شطرنجی و نقره‌ای تقسیم می‌شوند. در نوع شطرنجی وقتی که برچسب از محصول جدا می‌شود، به شکل شطرنجی خرد می‌شود و بخشی از آن روی محصول باقی می‌ماند که باعث می‌شود برچسب قابل استفاده مجدد نباشد. نوع نقره‌ای این برچسب‌ها هنگام جدا شدن از محصول عبارت "VOID" را به‌صورت انگلیسی روی آن باقی می‌گذارد که نشان‌دهنده غیرقابل استفاده بودن برچسب است. قیمت چاپ لیبل برای این نوع در چاپخانه به شما اعلام می‌شود.
برچسب‌های اموال یا Asset Label
برچسب‌های اموال که به نام برچسب‌های شبرنگ نیز شناخته می‌شوند برای شناسایی و حفاظت از اموال سازمان‌ها و شرکت‌ها طراحی شده‌اند. فرق آن‌ها با لیبل‌های امنیتی این است که این برچسب‌ها به طور معمول نسبت به دیگر انواع برچسب‌های امنیتی ضخیم‌تر هستند و مقاومت بیشتری در برابر الکل، بنزین و مواد شوینده دارند. سفارش آنلاین چاپ لیبل در پیکس برای انواع برچسب‌ها پذیرفته می‌شود.
برچسب‌های حرارتی یا Thermal Label
برچسب‌های حرارتی عمدتاً در صنعت پوشاک به کار می‌روند و نیازی به استفاده از ریبون برای چاپ ندارند. این نوع برچسب‌ها برای مکانیزه کردن کارهای فروشگاهی بسیار مناسب هستند و به دلیل ویژگی‌های خاص خود در سیستم‌های چاپ حرارتی به کار می‌روند.
برچسب‌های پشت متال یا Back Metal Label
برچسب‌های پشت متال به دلیل چسبندگی بالایی که دارند برای چسباندن به سطوحی که ممکن است با روغن یا مواد چرب آغشته شده باشند بسیار مفید هستند. این ویژگی آن‌ها را به گزینه‌ای مناسب برای کاربردهای خاص در شرایط محیطی خاص تبدیل می‌کند. در پیکس چاپ لیبل تیراژ پایین نیز برای این نوع از محصولات پذیرفته می‌شود.
برچسب‌های پی‌وی‌سی یا PVC Label
برچسب‌های پی‌وی‌سی از جنس پلاستیک و با ویژگی‌های کشسانی بالا ساخته شده‌اند و می‌توانند تا دمای ۸۰ درجه سانتی‌گراد را تحمل کنند. این برچسب‌ها در برابر شرایط جوی مانند باد، باران و تابش آفتاب مقاوم هستند و به دو نوع مات و براق عرضه می‌شوند. از این نوع لیبل‌ها در داروسازی، لوازم خودرو و لوازم خانگی استفاده می‌شود.
برچسب‌های بی‌رنگ و شفاف یا Transparent Labe
برچسب‌های بی‌رنگ و شفاف به‌ویژه برای استفاده روی سطوح شیشه‌ای مناسب هستند؛ چرا که شفافیت آن‌ها اجازه می‌دهد تا نوشته‌ها از هر دو طرف قابل مشاهده باشد. این نوع برچسب‌ها معمولاً برای شیشه‌های خودرو و کارت‌های ضمانت محصولات الکترونیکی به کار می‌روند. در چاپ خانه پیکس چاپ برچسب با طرح دلخواه مشتری و در انواع مختلف انجام می‌شود.
چاپ لیبل رولی
چاپ لیبل رولی یکی دیگر از روش‌های چاپ برچسب است که به طور خودکار به صورت رول و پشت سرهم انجام می‌شود. در این روش دستگاه چاپ قادر است پس از تولید برچسب‌های رول آن‌ها را به طور خودکار تا کند که باعث افزایش سرعت تولید می‌شود. صنایع غذایی، آرایشی و بهداشتی، خودروسازی، پتروشیمی و دیگر بخش‌هایی که نیاز به تولید انبوه برچسب دارند می‌توانند از این نوع لیبل استفاده کنند.